# Brandon Beemer

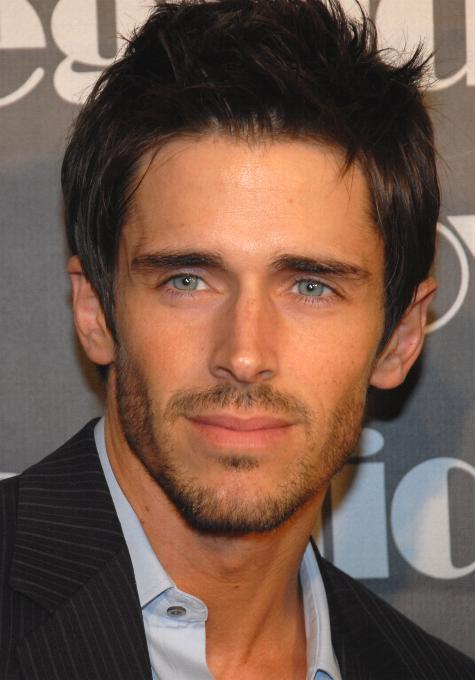
Brandon Beemer, 2008

Brandon Richard Beemer (* 27. Februar 1980 in Eugene, Oregon) ist ein US-amerikanischer Schauspieler.

## Leben
Beemer wurde am 27. Februar 1980 in  Eugene, Oregon geboren. Er ist deutscher und irischer Abstammung.  Nach der High School zog er nach New York, wo er als Model tätig war und Schauspielunterricht nahm. Später zog er nach Los Angeles, um hauptberuflich als Schauspieler zu arbeiten.
Er ist mit der Schauspielerin Nadia Bjorlin liiert, die er bei Zeit der Sehnsucht kennenlernte.

## Karriere
Seine Karriere begann mit einem Gastauftritt bei General Hospital. 2001 spielte er die Rolle des Lucas in Undressed – Wer mit wem?. Danach folgte ein Gastauftritt in CSI: Vegas. Außerdem spielte er in den Filmen Suits on the Loose und The Brotherhood mit. 2006 spielte er an der Seite von Hilary Duff und Haylie Duff in dem Film Material Girls die Rolle des Mac Rionn. 
Bekannt wurde er durch die Rolle des Shawn-Douglas Brady in der Seifenoper Zeit der Sehnsucht. Jedoch wurde er nach nur zwei Jahren zusammen mit seiner Serienpartnerin Martha Madison aus dem Vertrag entlassen, da die Rolle wieder sein Vorgänger Jason Cook. übernahm. Kurz nach der Entlassung aus der Serie wurde er für die Fernsehserie Reich und Schön engagiert, in der er vom 2. Juli 2008 bis zum 29. Februar 2012 die Rolle des Owen Knight spielte.
Seit Mai 2016 ist Beemer erneut als Shawn-Douglas Brady in der Zeit der Sehnsucht zu sehen.

## Filmografie
- 2001: General Hospital
- 2001: The Brotherhood
- 2001: Undressed – Wer mit wem? (Undressed, Fernsehserie)
- 2003: CSI: Vegas  (CSI: Crime Scene Investigation, Fernsehserie, Episode 4x06)
- 2005: Suits on the Loose
- 2006: Material Girls
- 2006–2008, seit 2016: Zeit der Sehnsucht (Days of Our Lives, Seifenoper, 333 Episoden)
- 2008–2012: Reich und Schön (The Bold and the Beautiful, Seifenoper)
- 2011: CSI: Miami (Fernsehserie, eine Episode)
- 2012: Blood Moon
- 2013: Wrong Cops